# Niaboma xena
Niaboma xena är en fjärilsart som beskrevs av Otto Staudinger 1895. Niaboma xena ingår i släktet Niaboma och familjen nattflyn. Inga underarter finns listade i Catalogue of Life.